# Балакино (Верхнесалдинский городской округ)
Балакино — деревня в Верхнесалдинском городском округе Свердловской области. Центр сельской администрации деревни Балакино.

## География
Балакино расположено на правом берегу реки Салды, в устье реки Ивы, в 15 километрах на юго-восток от административного центра округа и района — города Верхней Салды.

### Часовой пояс
Балакино, как и вся Свердловская область, находится в часовой зоне МСК+2. Смещение применяемого времени относительно UTC составляет +5:00.

## Население
| 2002 | 2010 | 2021 |
| ---- | ---- | ---- |
| 4    | →4   | ↘1   |

## Инфраструктура
В Балакине всего одна улица — Стеклова.